# Pablo Gambarini
Pas d'image ? Cliquez ici

a Compétitions nationales et continentales officielles uniquement.

b Matchs officiels uniquement.
Pablo M. Gambarini, né le 5 mai 1980 à Tucumán, est un joueur de rugby argentin. Il joue en équipe d'Argentine, il évolue au poste de talonneur (1,78 m - pour 102 kg).  

## Carrière de joueur

### En club
- Club Atlético San Isidro  Argentine

### En équipe nationale
Il a honoré sa première cape internationale avec l'équipe d'Argentine le 17 juin 2006 contre l'équipe du pays de Galles.

## Statistiques en équipe nationale
- 8 sélections en équipe d'Argentine depuis 2006
- 5 points (1 essai)
- Sélections par année : 3 en 2006, 3 en 2007, 2 en 2008